# Quédate conmigo

Quédate conmigo (Reste avec moi) est la chanson de l'artiste espagnole Pastora Soler qui représente l'Espagne au Concours Eurovision de la chanson 2012 à Bakou, en Azerbaïdjan.

## Eurovision 2012
La chanson est sélectionnée le 3 mars 2012 lors d'une finale nationale, lors de laquelle les téléspectateurs espagnols choisissent entre 3 chansons pour Pastora Soler.
Elle participe directement à la finale du Concours Eurovision de la chanson 2012, le 26 mai 2012.